# Tromatobia flavistellata
Tromatobia flavistellata är en stekelart som beskrevs av Tohru Uchida och Setsuya Momoi 1957. Tromatobia flavistellata ingår i släktet Tromatobia och familjen brokparasitsteklar. Inga underarter finns listade i Catalogue of Life.